# Hanzevlaggen

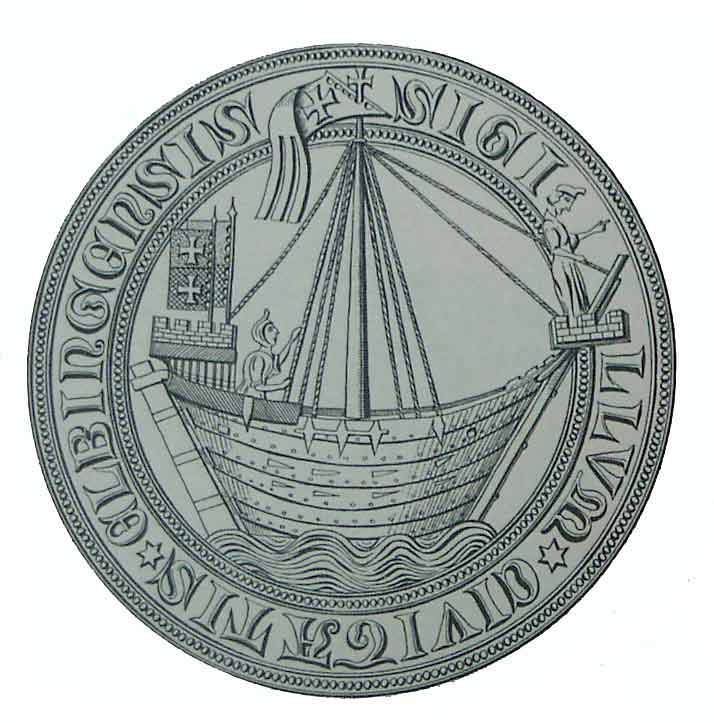
Zegel van Elbing, 1350

Onder Hanzevlaggen verstaat men de banieren van de Hanzesteden, die sinds de 13e eeuw aan de Koggen en andere schepen van de Hanze werden aangebracht. Een voorbeeld hiervan is te zien op een zegel uit Elbing uit 1350.

## Geschiedenis
In eerste instantie gebruikte de Hanze egaalrode gonfalones voor haar schepen, die aan een mast met een kruis op de top werden bevestigd als teken voor de bescherming van de koning. Rood was ook de kleur van de Deense schepen; de Engelsen (die later het Sint-Joriskruis invoerden) gebruikten waarschijnlijk wit. Sinds de tweede helft van de 13e eeuw gingen de Hanzesteden ter onderscheiding onderling verschillende (meestal wit-rode) banieren gebruiken. De banieren werden meestal in verschillende vlakken verdeeld en er werden eenvoudige symbolen (zoals kruizen) op geplaatst. De rode gonfalon aan de mast bleef bestaan.
Als de oudste Hanzevlaggen geldt de egaalrode van Hamburg. Andere steden die eigen Hanzevlaggen hadden, waren onder meer Riga, Lübeck (13e eeuw), Stralsund, Elbing, Gdańsk (Danzig), Bremen, Rostock (14e eeuw), Koningsbergen, Wismar en Stettin (15e eeuw). Op deze banieren zijn veel huidige stadwapens en -vlaggen gebaseerd. Daarbij wordt ook rood met blauw en wit met geel gebruikt.

## Hanzewimpel
Er was ook een wimpel voor aan de scheepsmast, de zogeheten "Hanzewimpel". De bovenste helft hiervan was wit (zilver), de onderste rood.

Hanzewimpel (ratio 1:16)

## Stedelijke banieren

### 13e eeuw

Hamburg
Riga
Lübeck

### 14e eeuw

Bremen
Danzig
Elbing
Rostock
Stralsund

### 15e eeuw

Koningsbergen
Wismar
Stettin

### Verdere weergaven op zegels en munten

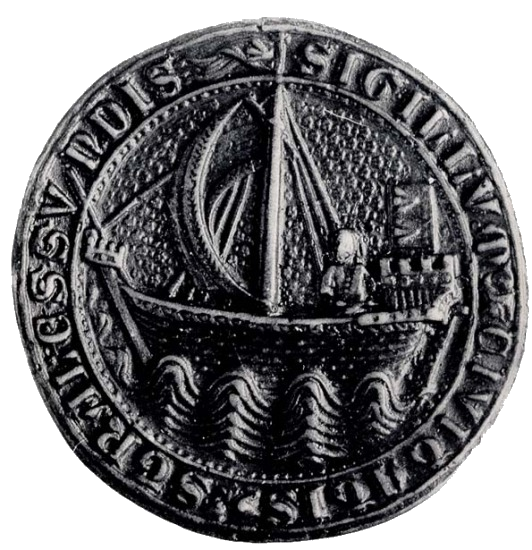
Zegel uit Stralsund, 1329